# Provincia di Heredia
La provincia di Heredia è una delle sette province della Costa Rica. Occupa la parte centro-settentrionale del paese e confina a nord con il Nicaragua, ad est con la provincia di Limón, al sud con la provincia di San José e ad ovest con la provincia di Alajuela. Heredia è anche il capoluogo della provincia omonima, sede di cantone e distretto.

## Geografia
Heredia è la provincia più piccola della Costa Rica, si estende per gran parte sull'altipiano centrale (Valle Central) ad un'altitudine media di 1.150 metri sul livello del mare. Per questa ragione, nonostante la vicinanza all'Equatore il clima è mite per tutto l'anno, con una temperatura media di 23 °C. 
La Cordigliera Vulcanica Centrale si estende nella parte meridionale della provincia e culmina con i vulcani Barva, Cacho Negro e con il Cerro Hondura. 
L'economia si basa sulla coltivazione del caffè. Le piantagioni di quello che viene chiamato dai costaricani grano de oro (chicco d'oro), sono concentrate principalmente in questa provincia. Heredia è anche conosciuta come la città dei fiori ed è sede dell'Università Nazionale , ateneo fra i più importanti del paese.

## Storia
Durante l'epoca precolombiana la parte meridionale della provincia era occupata dal gruppo indigeno degli indios Huetares.
Nel XVI secolo i conquistatori spagnoli fondarono i nuclei di Barva e Yurusti. In seguito le campagne iniziarono ad essere popolate di coloni spagnoli e meticci e all'inizio del XVIII secolo fu fondata una chiesa nella località di Cubujuquí, vista l'impossibilità di praticare il culto nelle lontane Cartago e Esparza. Intorno alla chiesa iniziò a svilupparsi un piccolo nucleo urbano.
Nel 1755 gli abitanti di questa località chiesero formalmente che alla piccola inurbazione fosse concesso il titolo di città, e proposero come nome Heredia, in onore di Alonso Fernández de Heredia, presidente della Real Audiencia del Guatemala.
Il titolo fu concesso, sebbene pochi anni dopo lo stesso fu revocato perché non si trovò nessun cittadino disposto ad acquisire l'incarico di governatore.  
Dal 1821 al 1823 il territorio di Heredia rimase separato dalla Costa Rica, sotto la sovranità del Nicaragua.
Annessa alla Costa Rica nel 1823, Heredia fu sede del potere legislativo e, come tale, capitale della Costa Rica nel periodo che va dal 1835 al 1848.

## Curiosità e attrazioni turistiche
Anche la provincia di Heredia, come del resto ogni angolo della Costa Rica, è meta del turismo naturalistico per la lussureggiante foresta tropicale umida, paradiso delle biodiversità. Numerose sono le aree protette, fra le quali senza dubbio la più importante è il Parco Nazionale Braulio Carrillo che si estende per oltre un terzo della superficie provinciale. Altre aree protette che meritano una menzione sono le riserve forestali La Cureña (al confine con il Nicaragua), Río Macho (sud-est), la riserva forestale della Cordigliera Vulcanica Centrale e la zona protetta La Selva, nei pressi del cantone di Sarapiquí.
Dal punto di vista artistico, sono degne di nota alcune chiese in stile neogotico a San Isidro e a San Rafael.

## Geografia antropica

### Suddivisioni amministrative

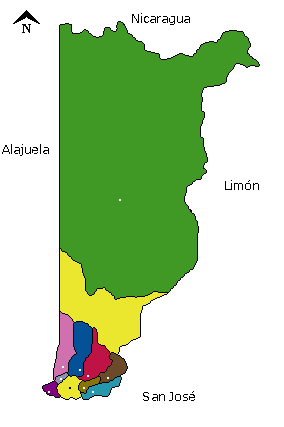
I cantoni della provincia di Heredia

La provincia di Heredia è suddivisa in 10 cantoni:
- Barva
- Belén
- Flores
- Heredia
- San Isidro
- San Pablo
- San Rafael
- Santa Bárbara
- Santo Domingo
- Sarapiquí